# Толентино (Мачерата)
Толентино (итал. Tolentino) насеље је у Италији у округу Мачерата, региону Марке.
Према процени из 2011. у насељу је живело 16504 становника. Насеље се налази на надморској висини од 216 м.

## Становништво
| 1931.  | 1936.  | 1951.  | 1961.  | 1971.  | 1981.  | 1991.  | 2001.  | 2011.  |
| ------ | ------ | ------ | ------ | ------ | ------ | ------ | ------ | ------ |
| 14.211 | 14.356 | 15.300 | 15.488 | 16.771 | 18.053 | 18.346 | 18.649 | 20.336 |